# Max Ruhbeck
Max Ruhbeck (* 1. September 1863 als Max Ernst Reubekeul in Königsberg; † 2. November 1945 in Weimar) war ein deutscher Schauspieler.

## Leben
Der Sohn des Landwirts Rudolph Reubekeul und seiner Frau Auguste, geb. Wertens, wirkte unter seinem Künstlernamen Max Ruhbeck seit den 1880er Jahren an einer Fülle von Bühnen in der deutschen Provinz, darunter Görlitz, Nürnberg, am Stadttheater am Brausenwerth in Elberfeld und Hannover (Deutsches Theater). Sporadisch ließ man ihn bereits vor dem Ersten Weltkrieg auch Regie führen wie etwa am Elberfelder Stadttheater. Seit den 1920er Jahren in Dresden ansässig, wirkte er dort bis 1933 vor allem an der Komödie. In jenem Jahr nahm er sein letztes Engagement vom Dresdner Albert-Theater an; noch in den 1930er Jahren ging Max Ruhbeck in den Ruhestand.
Ab Mitte der 1910er Jahre wirkte Ruhbeck in Berlin für rund ein Jahrzehnt in einer Fülle von Filmen mit. Er drehte mit einer Reihe von angesehenen Regisseuren, darunter Urban Gad, Richard Oswald, Otto Rippert, Felix Basch, Harry Piel, Paul Leni, Carl Boese, Leo Lasko, William Kahn und immer wieder Hubert Moest. In diesen künstlerisch wenig bedeutsamen Filmen verkörperte Ruhbeck oftmals hochgestellte Persönlichkeiten, Honoratioren sowie Vertreter aus Adel und Großkapital. Bereits 1925 beendete er seine intensive Filmarbeit wieder.
Zuletzt lebte Ruhbeck mit seiner Frau im Heim der Marie-Seebach-Stiftung in Weimar. Dort starb er 1945.

## Filmografie
- 1915: Das Spiel mit dem Tode
- 1916: Der Einsiedler von St. Georg
- 1916: Homunculus
- 1916: Fliegende Schatten
- 1916: Hoffmanns Erzählungen
- 1916: Jenseits der Hürde
- 1916: Stolz weht die Flagge schwarz-weiß-rot
- 1916: Das goldene Friedelchen
- 1916: Die Fiebersonate
- 1916: Am Amboß des Glücks
- 1917: Der Erbe von Het Steen
- 1917: Unheilbar
- 1917: Die Sühne
- 1917: Der eiserne Wille
- 1917: Die Verworfenen
- 1917: Das Gewissen des Andern
- 1917: Hoch klingt das Lied vom U-Boot-Mann
- 1917: Das Verhängnis einer Nacht
- 1917: Das Buch des Lasters
- 1917: Die Fremde
- 1917: Das Armband
- 1917: Rosen, die der Sturm entblättert
- 1918: Diplomaten
- 1918: Verlorene Töchter
- 1918: Das Mädchen aus der Opiumhöhle
- 1918: Das Glück der Frau Beate
- 1918: Heide-Gretel
- 1918: Das verwunschene Schloß
- 1918: Die Heimatlosen
- 1918: Der Todeskuß der Liebe
- 1918: Das Tagebuch des Apothekers Warren
- 1918: Das Land der Sehnsucht
- 1918: Der Narr hat sie geküßt
- 1918: Zwei Welten
- 1918: Der seltsame Gast
- 1918: Der Volontär
- 1918: Marionetten des Hasses
- 1918: Die letzte Liebesnacht der Inge Tolmein
- 1919: Prinz Kuckuck
- 1919: Um den Bruchteil einer Sekunde
- 1919: Das Recht der freien Liebe
- 1919: Die Rächerin
- 1919: Die Nackten
- 1919: Alles verkehrt
- 1919: Der Karneval der Toten
- 1920: Die Tänzerin Barberina
- 1920: Die schwarze Spinne
- 1920: Das schwarze Boot
- 1920: Gegen den Strom
- 1920: Die Frau in den Wolken
- 1920: Die einsame Insel
- 1920: Der Dämon von Kolno
- 1920: Der Todfeind
- 1920: Der Todesbote
- 1920: Der Geistertanz
- 1920: Der falsche Baronett
- 1920: Mein Leben als Nachtredakteur
- 1921: Das Mädel von Piccadilly (2 Teile)
- 1921: Zwischen Flammen und Fluten
- 1921: Die Schuldige
- 1921: Um den Sohn
- 1921: Unrecht Gut
- 1921: Der Totenvogel
- 1921: Klub der Einäugigen
- 1921/23: Das goldene Haar
- 1922: Frau Sünde
- 1922: Frauen, die die Ehe brechen
- 1922: Nur eine Nacht
- 1922: Sünden von Gestern
- 1922: Es kommt der Tag
- 1922: Die Königin von Whitechapel
- 1923: Der Mann mit der eisernen Maske
- 1923: Er ist dein Bruder
- 1923: Gerettet durch Funkspruch
- 1924: Die Heimatlosen
- 1925: Strandgut